# مسوکو
مسوکو (به ایتالیایی: Mesocco) شهری در کانتون گراوبوندن سوئیس است که در منطقه موئزا واقع شده است. این شهر با مساحتی حدود ۱۶۴٫۹ کیلومتر مربع، در دره میسولچینا در شمال سوئیس قرار دارد و از شمال به ایتالیا محدود می‌شود. مسوکو به‌عنوان بزرگ‌ترین شهر در این منطقه، شامل چندین روستا از جمله روستای کوهستانی سن برناردینو می‌شود. این شهر دارای تاریخچه‌ای غنی است که به دوران مس‌سنگی می‌رسد و آثار سکونت‌های انسانی از حدود ۶۰۰۰ سال پیش در بخش سیلکس آن کشف شده است. از جمله جاذبه‌های تاریخی مسوکو، قلعه مسوکو است که در قرن دوازدهم ساخته شده و به‌عنوان یک سایت میراثی ملی سوئیس شناخته می‌شود.